# Atousa Pourkashiyan
Atousa Pourkashiyan (in persiano آتوسا پورکاشیان‎; Teheran, 16 maggio 1988) è una scacchista iraniana naturalizzata statunitense.
Detiene il titolo di grande maestro femminile, che la FIDE le ha conferito nel 2009. Pourkashiyan è sette volte campionessa femminile iraniana (2005, 2007, 2008, 2009, 2011, 2013, 2014) e detentrice del record di vittorie in questo campionato. Ha vinto il campionato mondiale giovanile di scacchi del 2000 nella categoria under 12 femminile, il campionato di scacchi femminile asiatico a Subic Bay nell'aprile 2010. Ha partecipato al campionato mondiale di scacchi femminile nel 2006, 2008, 2012 e 2017.
Nelle competizioni a squadre ha giocato per la squadra nazionale dell'Iran partecipando a otto olimpiadi degli scacchi (dal 2000 al 2014), al campionato asiatico di scacchi e alle olimpiadi giovanili mondiali di scacchi under 16.

## Vita privata
Pourkashiyan è sposata con il grande maestro internazionale statunitense e cinque volte campione degli Stati Uniti Hikaru Nakamura. Hanno annunciato il loro matrimonio tramite Chess.com. Nel dicembre 2022 ha cambiato la sua federazione dall'Iran agli Stati Uniti, dove attualmente vive.